# Charles-Emmanuel Dufourcq
Charles-Emmanuel Dufourcq (1914 - 3 de marzo de 1982), fue un historiador medievalista francés.

## Biografía
Publicó en Hachette en 1978 La Vida cotidiana en la Europa medieval bajo el dominio árabe que recibió en 1980 el premio Broquette-Gonin de literatura de la Academia francesa. Este libro da una visión realista de lo que fue la ocupación musulmana en Europa, tanto en España como en Sicilia.

## Principales obras
- L'Espagne catalane et le Maghreb aux XIIIe et XIVe siècles, Presses universitaires de France (PUF), 1966
- La vie quotidienne dans les ports méditerranéens au Moyen Âge : Provence, Languedoc, Catalogne, éditions Hachette, 1975, 156 p.
- Histoire économique et sociale de l'Espagne chrétienne au Moyen Âge, Armand Colin, 1976 (Hay edición española:  Historia económica y social de la España cristiana medieval. ISBN 978-84-7370-059-7. Ediciones El Albir, 1983)
- La Vie quotidienne dans l'Europe médiévale sous domination arabe, Hachette, 1978 (Hay edición española:  La vida cotidiana de los árabes en la Europa medieval. ISBN 978-84-7880-349-1. Ediciones Temas de Hoy, 1994)
- Un projet castillan du XIIIe siècle : la croisade d'Afrique, Faculté des lettres, 1966, 26 p.